# Sandwich de la Terre

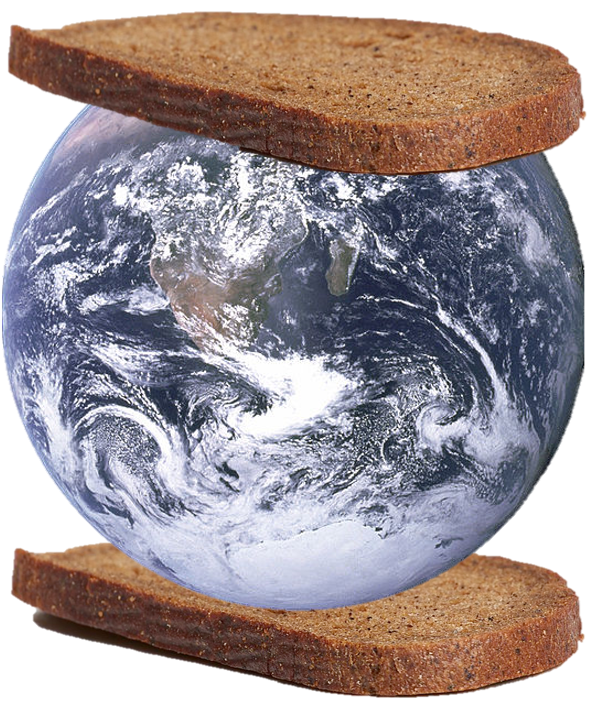
Représentation irréaliste d'un sandwich de la Terre.

Un sandwich de la Terre (Earth Sandwich en anglais) est le nom donné à l'expérience humoristique consistant à poser au sol des tranches de pain à deux points antipodaux de la planète Terre. Ainsi, la Terre devient la garniture du « sandwich ».

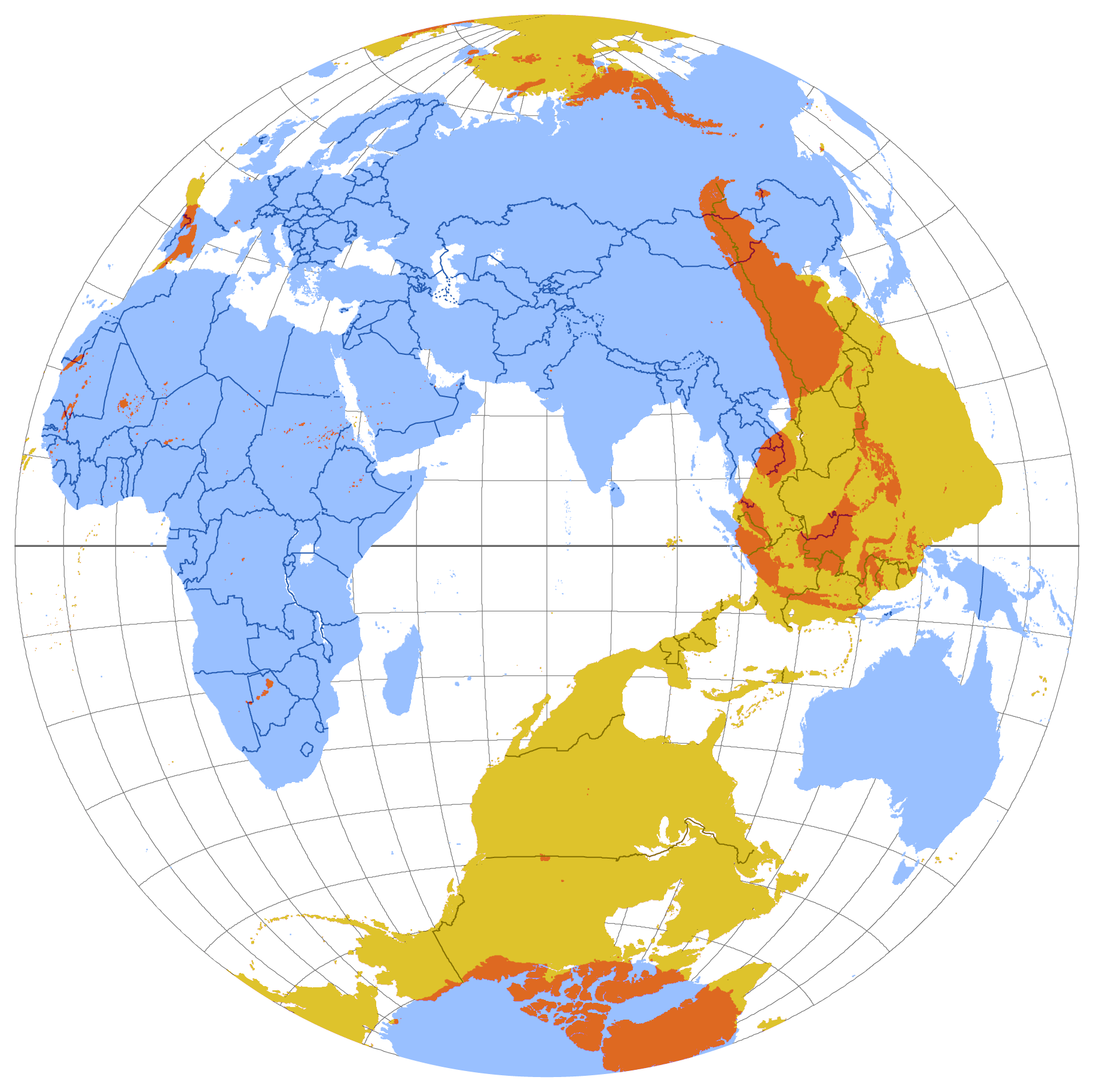
Carte faisant ressortir les antipodes de chaque coin du globe. En orange sont les endroits où un sandwich de la Terre est possible.

## Histoire
Le premier à avoir réalisé un sandwich de la Terre est l'artiste américain Ze Frank le 16 mai 2006. Durant son émission The Show with Ze Frank, une tranche de pain fut posée en Espagne et une autre en Nouvelle-Zélande. Ils utilisèrent des baguettes de pain,,.
En février 2018, un Américain et un Indien communiquant via Facebook ont réalisé un sandwich. Ils sont ensuite devenus amis et en ont conclu : « Faites des sandwichs, pas la guerre »,,.
En janvier 2020, un nouveau sandwich de la Terre est fait par Étienne Naude, un jeune Néo-Zélandais de 19 ans d'Auckland, et Angel Sierra, un Espagnol de 34 ans de Séville rencontré sur Reddit,,,,,.